# Островский, Александр Николаевич
Алекса́ндр Никола́евич Остро́вский (31 марта [12 апреля] 1823[…], Москва, Московская губерния, Российская империя[…] — 2 [14] июня 1886, Щелыково, Костромская губерния, Российская империя) — русский драматург, творчество которого стало важнейшим этапом развития русского национального театра.

## Биография

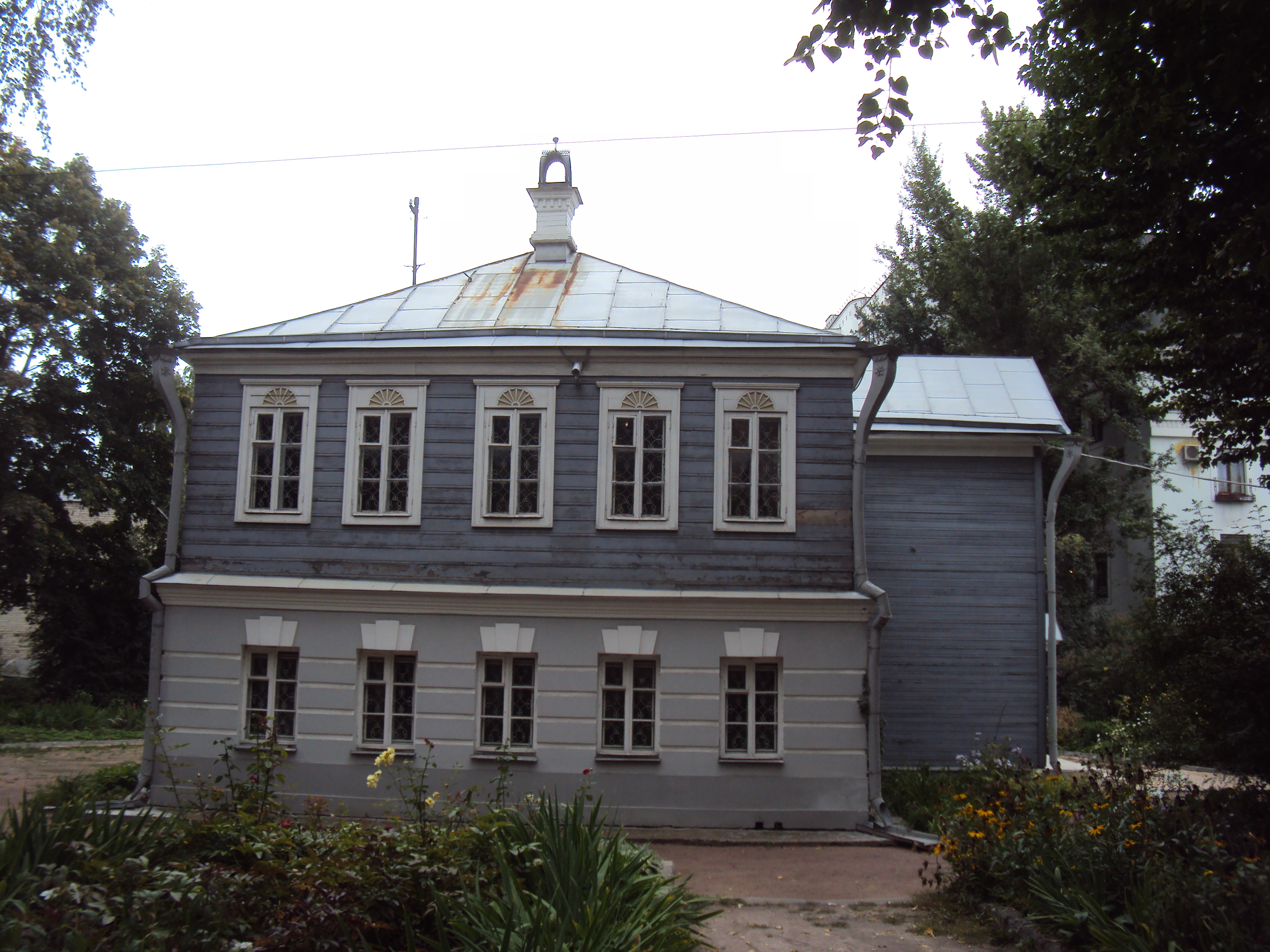
Дом, в котором родился Островский А. Н.

Родился 31 марта (12 апреля) 1823 года в Замоскворечье, вблизи центра Москвы, на Малой Ордынке. Его отец, Николай Фёдорович, был сыном священника, сам окончил Костромскую семинарию, затем Московскую духовную академию, однако стал практиковать как судебный стряпчий, занимаясь имущественными и коммерческими делами; дослужился до чина коллежского асессора, а в 1839 году получил дворянство. Мать, Любовь Ивановна Саввина, дочь пономаря и просвирни, умерла, когда Александру не исполнилось ещё девяти лет. В семье было четверо детей (и ещё четверо умерли во младенчестве). Младший брат — государственный деятель М. Н. Островский. Благодаря положению Николая Фёдоровича семья жила в достатке; уделялось большое внимание учёбе детей, получавших домашнее образование. Через пять лет после смерти матери Александра отец женился на баронессе Эмили Андреевне фон Тессин, дочери шведского дворянина. С мачехой детям повезло — она окружила их заботой и продолжила заниматься их обучением.
Детство и часть юности Островского прошли в центре Замоскворечья. Благодаря большой библиотеке отца он рано познакомился с русской литературой и почувствовал склонность к писательству, но отец хотел сделать из него юриста. В 1835 году Островский поступил в третий класс Первой Московской губернской гимназии, по окончании которой в 1840 году по желанию отца поступил на юридический факультет Московского университета. Окончить университетский курс ему не удалось: не сдав экзамен по римскому праву, в 1843 году Островский написал заявление об уходе. Отец определил его на службу канцеляристом в Совестный суд и до 1850 года будущий драматург служил в московских судах. Первое его жалование составляло 4 рубля в месяц, после перевода в Коммерческий суд в 1845 году оно возросло до 16 рублей. В Коммерческом суде Островский сталкивался с промышлявшими торговлей крестьянами, мещанами, купцами, мелким дворянством; судили «по совести» братьев и сестёр, спорящих о наследстве, несостоятельных должников.
К 1846 году Островским уже было написано много сцен из купеческого быта и задумана комедия «Несостоятельный должник» (впоследствии — «Свои люди — сочтёмся!»). Первая публикация — небольшая пьеса «Картина семейной жизни» и очерк «Записки замоскворецкого жителя» в одном из номеров «Московского городского листка» в 1847 году. После чтения Островским пьесы у себя дома 14 февраля 1847 года профессор Московского университета С. П. Шевырёв торжественно поздравил собравшихся с «появлением нового драматического светила в русской литературе».

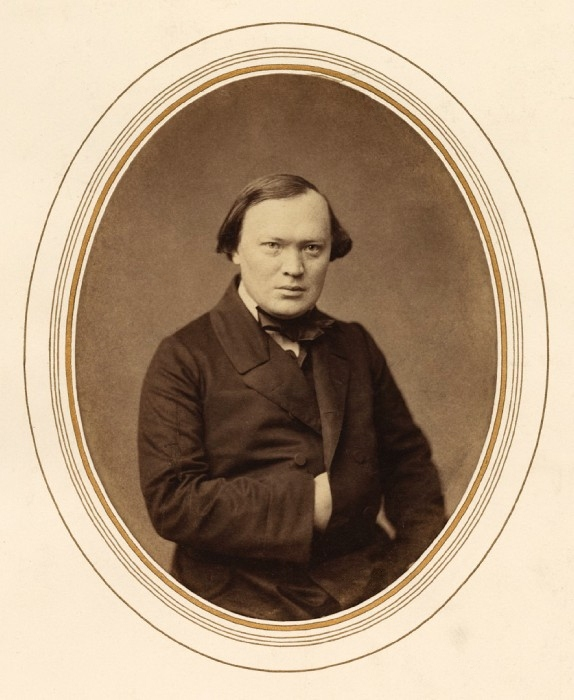
А. Н. Островский, 1856 г.

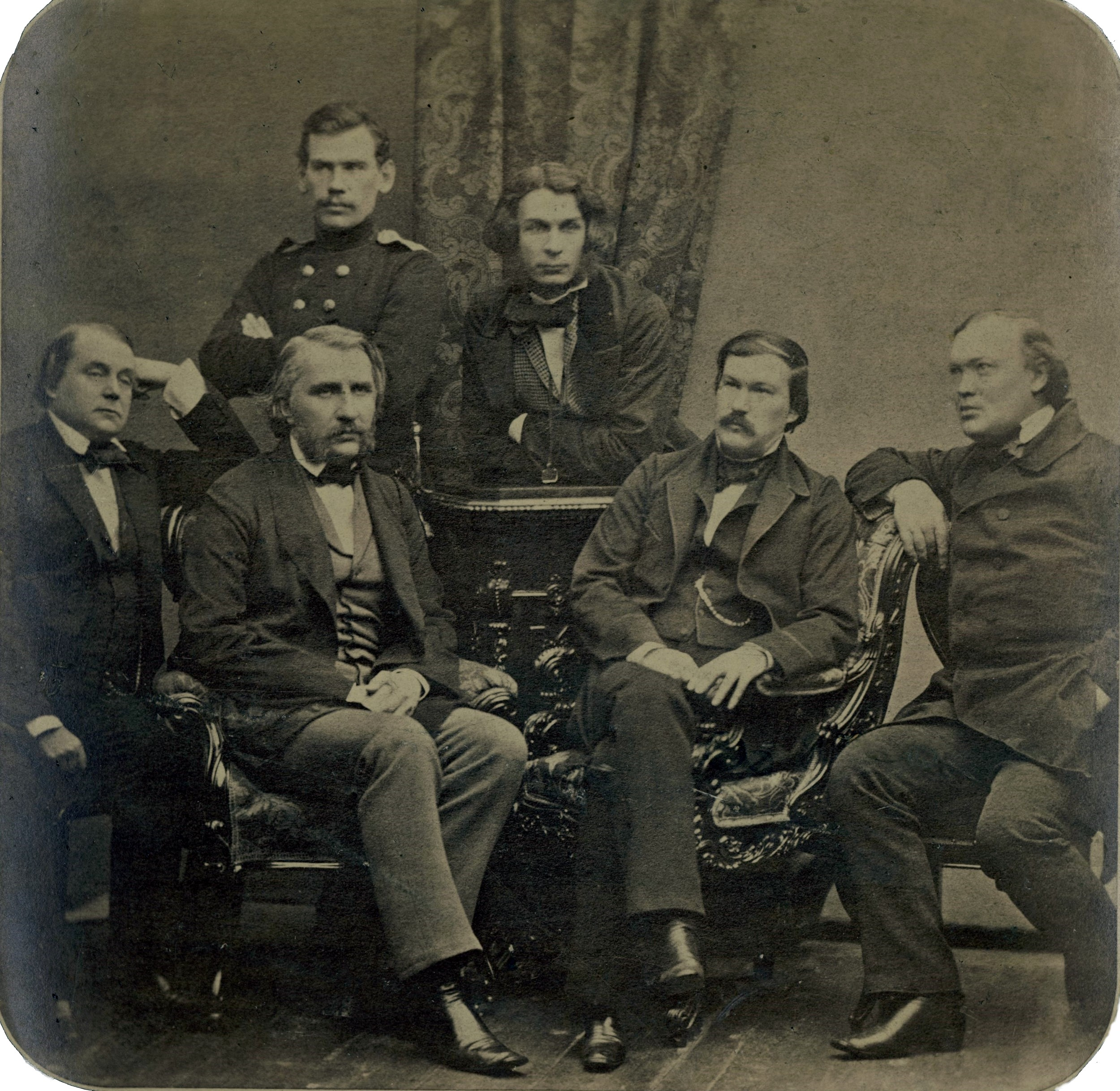
Члены редколлегии журнала «Современник»(Островский справа). 1856 г.

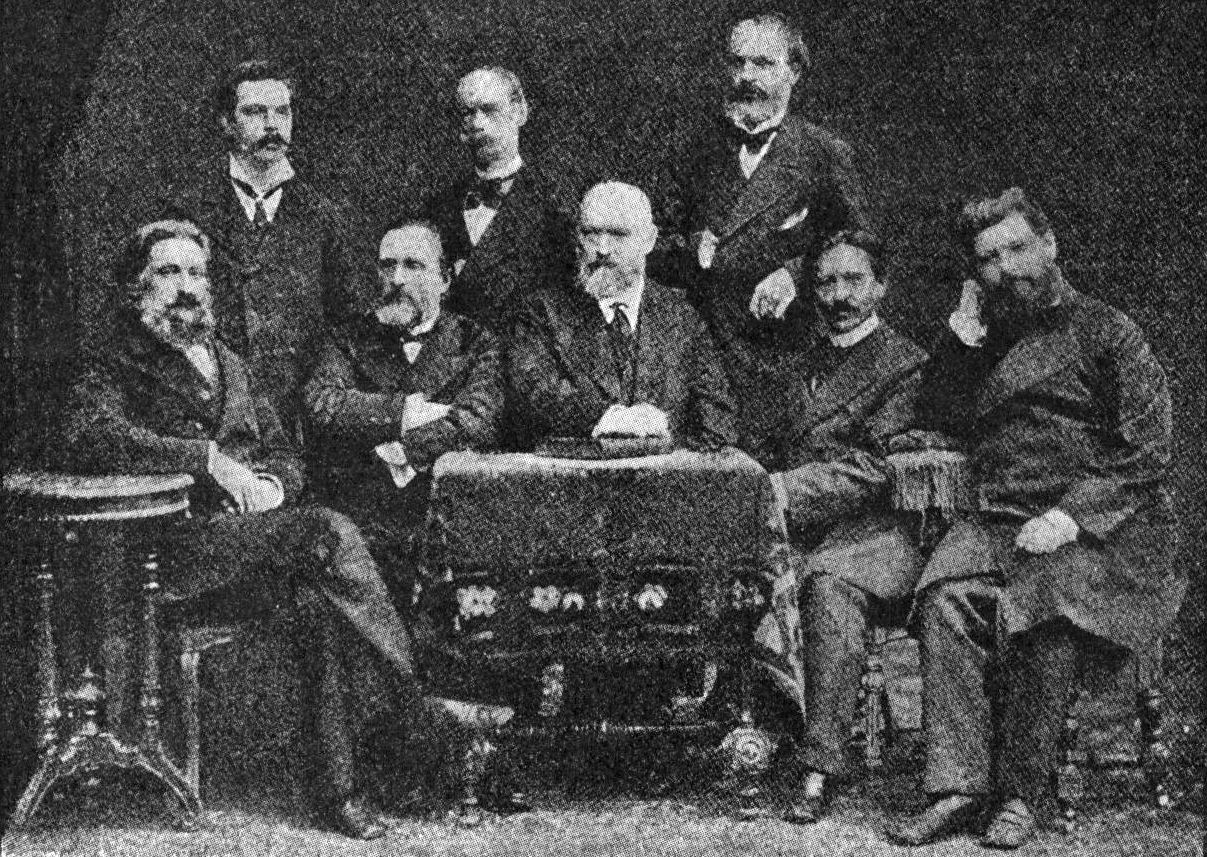
Первый комитет общества русских драматических писателей. 1874 г.

Литературную известность Островскому принесла комедия «Свои люди — сочтёмся!», опубликованная в 1850 году в журнале университетского профессора М. П. Погодина «Москвитянин». Под текстом значилось: «А. О.» и «Д. Г.». Под вторыми инициалами скрывался Дмитрий Горев-Тарасенков, провинциальный актёр, предложивший Островскому сотрудничество, которое не пошло дальше одной сцены, а в 1856 году дало недоброжелателям Островского повод обвинить его в плагиате. Однако пьеса вызвала одобрительные отклики Н. В. Гоголя, И. А. Гончарова. Влиятельное московское купечество, обиженное за своё сословие, пожаловалось «начальству»; в результате комедия была запрещена к постановке, а автор уволен со службы и отдан под надзор полиции по личному распоряжению Николая I. Надзор был снят после воцарения Александра II, а пьеса допущена к постановке только в 1861 году.
Первая пьеса Островского, которой посчастливилось попасть на театральные подмостки, — «Не в свои сани не садись» (закончена в 1852 г.), впервые поставленная в Москве на сцене Малого театра 14 января 1853 г.
Более тридцати лет, начиная с 1853 года, новые пьесы Островского почти каждый сезон появлялись в московском Малом и петербургском Александринском театрах. С 1856 года Островский становится постоянным сотрудником журнала «Современник». В том же году в соответствии с пожеланием великого князя Константина Николаевича состоялась командировка выдающихся литераторов для изучения и описания различных местностей России в промышленном и бытовом отношениях. Островский взял на себя изучение Волги от верховьев до Нижнего Новгорода.
В 1859 году при содействии графа Г. А. Кушелева-Безбородко было напечатано первое собрание сочинений Островского в двух томах. Благодаря этому изданию Островский удостоился блестящей оценки Н. А. Добролюбова, которая закрепила за ним славу изобразителя «тёмного царства». В 1860 году в печати появилась «Гроза», которой Добролюбов посвятил статью «Луч света в тёмном царстве». Со второй половины 1870-х годов Островский занялся историей Смутного времени и вступил в переписку с Н. И. Костомаровым. Плодом работы стали пять «исторических хроник в стихах»: «Кузьма Захарьич Минин-Сухорук», «Василиса Мелентьева», «Дмитрий-Самозванец и Василий Шуйский» и др.

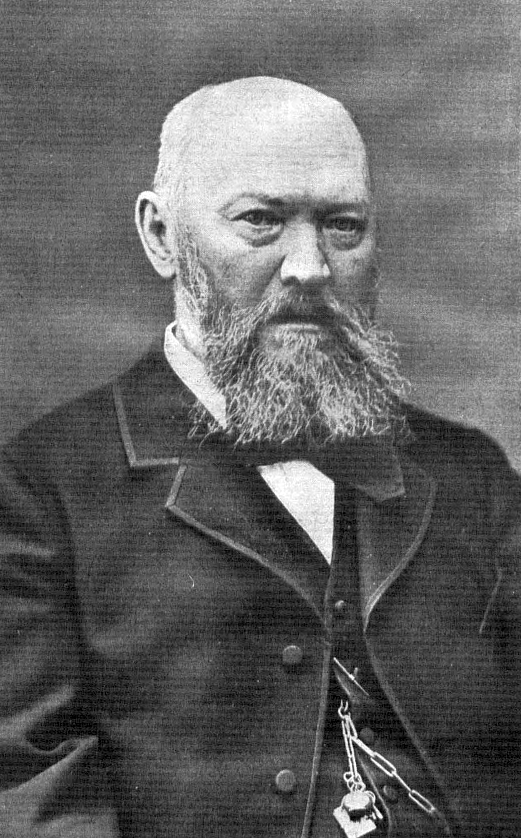
А. Н. Островский. Начало 1880-х годов

В 1863 году Островский был награждён Уваровской премией (за пьесу «Гроза») и избран членом-корреспондентом Петербургской академии наук.
В 1866 году (по другим сведениям — в 1865) Островский основал Артистический кружок, давший впоследствии московской сцене многих талантливых деятелей. В доме Островского бывали И. А. Гончаров, Д. В. Григорович, И. С. Тургенев, А. Ф. Писемский, Ф. М. Достоевский, И. Е. Турчанинов, П. М. Садовский, Л. П. Косицкая-Никулина, М. Е. Салтыков-Щедрин, Л. Н. Толстой, П. И. Чайковский, М. Н. Ермолова, Г. Н. Федотова.
В 1874 году было образовано Общество русских драматических писателей и оперных композиторов, бессменным председателем которого Островский оставался до самой смерти. Работая в комиссии «для пересмотра законоположений по всем частям театрального управления», учреждённой в 1881 году при дирекции Императорских театров Российской империи, он добился многих преобразований, значительно улучшивших положение артистов. В 1885 году Островский был назначен заведующим репертуарной частью московских театров и начальником театрального училища.
Несмотря на то, что его пьесы делали хорошие сборы и что в 1883 году император Александр III пожаловал ему ежегодную пенсию в три тысячи рублей, денежные проблемы не оставляли Островского до последних дней его жизни. Здоровье не отвечало тем планам, какие он ставил перед собой. Усиленная работа истощила организм.
Скончался Островский 2 (14) июня 1886 года в своём костромском имении Щелыково от болезни сердца. Последней его работой стал перевод «Антония и Клеопатры» Уильяма Шекспира — любимого драматурга Александра Николаевича. Писателя похоронили рядом с отцом на церковном кладбище у Храма во имя Святителя Николая Чудотворца в селе Николо-Бережки Костромской губернии. На погребение Александр III пожаловал из сумм кабинета 3000 рублей; вдове, нераздельно с двумя детьми, была назначена пенсия в 3000 рублей, а на воспитание трёх сыновей и дочери — 2400 рублей в год. Впоследствии в семейном некрополе были захоронены вдова писателя М. В. Островская, актриса Малого театра, и дочь М. А. Шателен.
После смерти драматурга Московская дума устроила в Москве читальню имени А. Н. Островского.

## Семья
Отец — надворный советник и кавалер Николай Фёдорович Островский, в 1847 году купил в Московском опекунском совете имение бывшего губернского секретаря Александра Сипягина Кинешемского уезда в сельце Щелыкове и селе Твердове с деревнями, с крестьянами и дворовыми людьми в числе 127 душ. Эти места позднее вошли в Островский район Костромской области, названный в честь его сына, как и село Семёновское-Лапотное, переименованное в 1956 году.
Младший брат — государственный деятель М. Н. Островский.
У Александра Островского было глубокое увлечение актрисой Любовью Косицкой, но оба они имели семью. Однако и став вдовой в 1862 году, Косицкая продолжала отвергать чувства Островского, а вскоре у неё начались близкие отношения с сыном богатого купца, который в итоге промотал всё её состояние; Островскому же она писала: «…Я не хочу отнимать любви Вашей ни у кого».
Драматург был в сожительстве с простолюдинкой Агафьей Ивановной, но все их дети умерли в раннем возрасте. Не имея образования, но будучи женщиной умной, с тонкой, легко ранимой душой, она понимала драматурга и была самым первым читателем и критиком его произведений. С Агафьей Ивановной Островский прожил около двадцати лет, а в 1869 году, через два года после её кончины, обвенчался с актрисой Марией Васильевной Бахметьевой, которая родила ему четырёх сыновей и двух дочерей.
На старшей дочери драматурга Марии Александровне был женат учёный-электротехник М. А. Шателен, знакомый с этой семьёй с гимназических лет, поскольку его отчим Александр Павлович Бахметьев приходился родным единоутробным братом супруге А. Н. Островского Марии Васильевне.

## Творчество
Пьеса «Бедность не порок» (1853) впервые поставлена на сцене 15 января 1869 года в Малом театре в бенефис Прова Михайловича Садовского.

### Театр Островского
С А. Н. Островского начинается русский театр в его современном понимании: драматург создал театральную школу и целостную концепцию театральной постановки.
Сущность театра Островского заключается в отсутствии экстремальных ситуаций и противодействия актёрскому нутру. В пьесах Александра Николаевича изображаются обычные ситуации с обычными людьми, драмы которых уходят в быт и человеческую психологию.
Основные идеи реформы театра:
- театр должен быть построен на условностях (есть 4-я стена, отделяющая зрителей от актёров);
- неизменность отношения к языку: мастерство речевых характеристик, выражающих почти всё о героях;
- ставка не на одного актёра;

«Хорошая пьеса понравится публике и будет иметь успех, но долго не продержится на репертуаре, если плохо разыграна: публика ходит в театр смотреть хорошее исполнение хороших пьес, а не саму пьесу; пьесу можно и прочесть. „Отелло“, без сомнения, хорошая пьеса; но публика не желала её смотреть, когда роль Отелло играл Чарский. Интерес спектакля есть дело сложное: в нём участвуют в равной мере как пьеса, так и исполнение. Когда и то и другое хорошо, то спектакль интересен; когда же что-нибудь одно плохо, то спектакль теряет свой интерес».
— «Записка по поводу проекта „Правил о премиях императорских театров за драматические произведения“»
Театр Островского требовал новой сценической эстетики, новых актёров. В соответствии с этим Островский создаёт актёрский ансамбль, в который входят такие актёры, как Александр Мартынов, Сергей Васильев, Евгений Самойлов, Пров Садовский.
Естественно, что нововведения встречали противников. Им был, например, Михаил Щепкин. Драматургия Островского требовала от актёра отрешённости от своей личности, чего М. С. Щепкин не делал. Он, например, покинул генеральную репетицию «Грозы», будучи очень недоволен автором пьесы.
Идеи Островского были доведены до логического конца К. С. Станиславским и М. А. Булгаковым.

### Народные мифы и национальная история в драматургии Островского
В 1881 году на сцене Мариинского театра состоялась успешная премьера оперы Н. А. Римского-Корсакова «Снегурочка», которую композитор называл своим лучшим произведением. Сам А. Н. Островский по достоинству оценил творение Римского-Корсакова:
«Музыка к моей „Снегурочке“ удивительная, я ничего не мог никогда себе представить более к ней подходящего и так живо выражающего всю поэзию русского языческого культа и этой сперва снежно-холодной, а потом неудержимо страстной героини сказки».
Появление стихотворной пьесы Островского «Снегурочка», созданной на основе сказочного, песенного и песеннообрядового материала русской поэзии, было вызвано случайным обстоятельством. В 1873 году Малый театр был закрыт на капитальный ремонт, и его труппа переехала в здание Большого театра. Комиссия управления императорскими московскими театрами решила поставить спектакль-феерию, в которой участвовали бы все три труппы: драматическая, оперная и балетная. С предложением написать такую пьесу в очень короткий срок обратились к А. Н. Островскому, который охотно на это согласился, решив использовать сюжет из народной сказки «Девочка-Снегурочка». Музыка к пьесе по просьбе Островского была заказана молодому П. И. Чайковскому. И драматург, и композитор работали над пьесой с огромным увлечением, очень быстро, в тесном творческом контакте. 31 марта, в день своего пятидесятилетия, Островский закончил «Снегурочку». Первое представление состоялось 11 мая 1873 на сцене Большого театра.
Во время работы над «Снегурочкой» Островский тщательно искал размеры стихов, консультировался с историками, археологами, знатоками старинного быта, обращался к большому количеству исторического и фольклорного материала, в том числе к «Слову о полку Игореве». Сам он высоко ценил эту свою пьесу, и писал, «Я <…> в этом произведении выхожу на новую дорогу»; о музыке Чайковского он отзывался с восторгом: «Музыка Чайковского к „Снегурочке“ очаровательна». И. С. Тургенев был «пленён красотой и лёгкостью языка „Снегурочки“». П. И. Чайковский, работая над «Снегурочкой», писал: «Я уже около месяца не вставая сижу за работой; пишу музыку к волшебной пьесе Островского „Снегурочка“», само драматическое произведение он считал жемчужиной творений Островского, а о своей к нему музыке сказал так: «Это одно из моих любимых детищ. Весна стояла чудесная, у меня на душе было хорошо… Пьеса Островского мне нравилась, и я в три недели, без всякого усилия, написал музыку».
Позднее, в 1880 году Н. А. Римским-Корсаковым была написана опера на тот же сюжет. М. М. Ипполитов-Иванов в своих воспоминаниях пишет: «С какой-то особенной душевной теплотой Александр Николаевич говорил о музыке Чайковского к „Снегурочке“, которая, очевидно, сильно мешала ему восхищаться „Снегурочкой“ Римского-Корсакова. Несомненно,…искренняя музыка Чайковского… была ближе душе Островского, и он не скрывал, что она была ему роднее, как народнику».
Вот как о «Снегурочке» отозвался К. С. Станиславский: «„Снегурочка“ — сказка, мечта, национальное предание, написанное, рассказанное в великолепных звучных стихах Островского. Можно подумать, что этот драматург, так называемый реалист и бытовик, никогда ничего не писал, кроме чудесных стихов, и ничем другим не интересовался, кроме чистой поэзии и романтики».

## А. Н. Островский — переводчик
А. Н. Островский известен как переводчик произведений французских, итальянских, испанских, английских драматургов. Обращение к иностранным авторам обусловлено стремлением Островского обогатить репертуар русской сцены образцовыми произведениями западной драматической литературы, что способствовало бы повышению исполнительского мастерства для русских актёров. Писатель перевёл более сорока произведений Плавта, Сенеки, Теренция, Макиавелли, Шекспира, Сервантеса, Гольдони, Кальдерона и др.

## Критика
Творчество Островского стало предметом ожесточённых споров критиков как XIX, так и XX века. В XIX веке о нём с противоположных позиций писали Николай Добролюбов (статьи «Тёмное царство» и «Луч света в тёмном царстве») и Аполлон Григорьев. В XX веке — Михаил Лобанов (в книге «Островский», выпущенной в серии «ЖЗЛ»), М. А. Булгаков и В. Я. Лакшин.

## Память

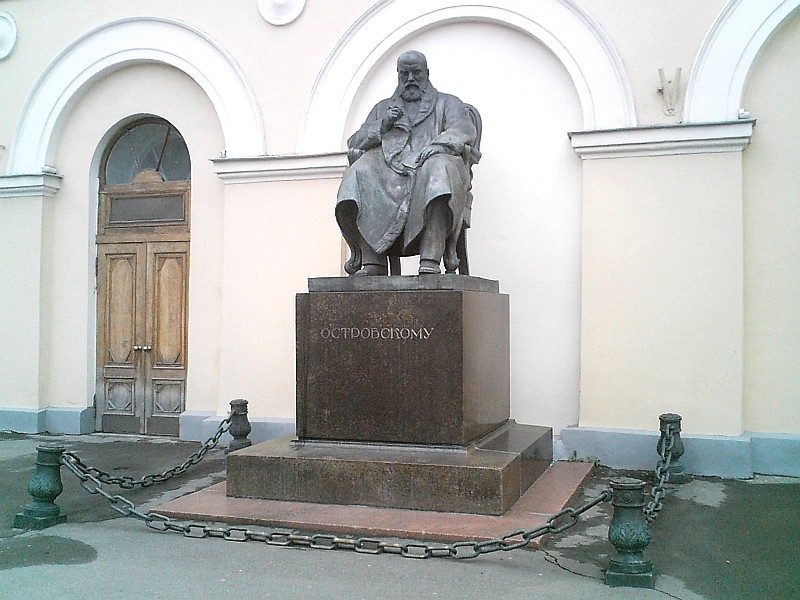
Памятник Островскому у Малого театра в Москве

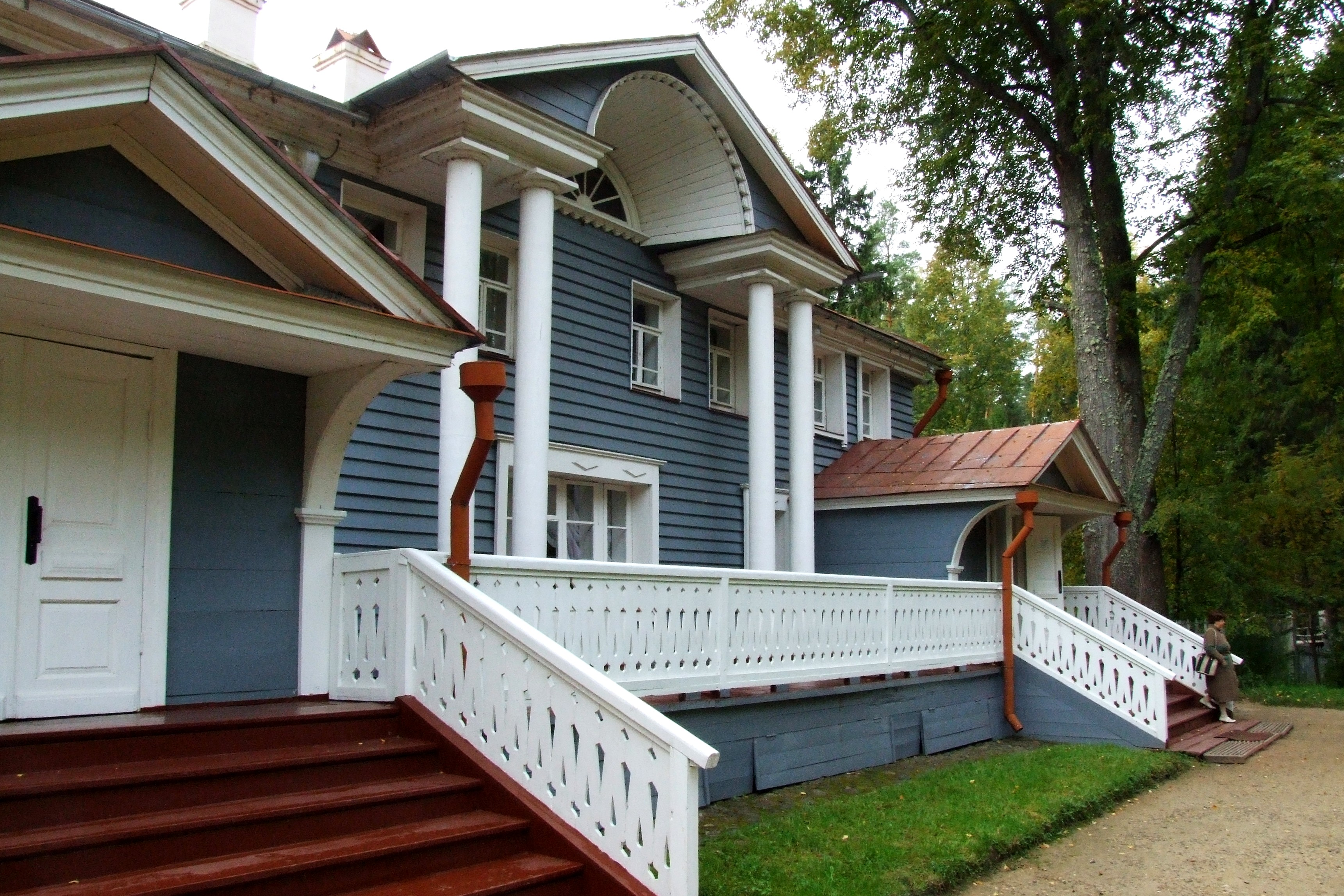
Мемориальный дом-музей А. Н. Островского в Щелыкове Костромской области. Дом построен в XVIII веке и с тех пор не перестраивался

- Посёлок Островское и Островский район в Костромской области.
- Центральная библиотека имени А. Н. Островского (Ржев, Тверская обл.).
- Московский областной драматический театр имени А. Н. Островского.
- Костромской государственный драматический театр имени А. Н. Островского.
- Уральский русский драматический театр имени А. Н. Островского в городе Уральске, Республика Казахстан.
- Ирбитский драматический театр имени А. Н. Островского.
- Кинешемский драматический театр имени А. Н. Островского.
- Ташкентский государственный театрально-художественный институт имени А. Н. Островского (до 1991 года).
- Улицы в ряде городов бывшего СССР.
- В честь А. Н. Островского были названы скалы в Антарктиде (Земля Королевы Мод; открыты и нанесены на карту в 1961 году, название присвоено не позже 1965 г.)[17].
- 27 мая 1929 года перед зданием Малого театра был открыт памятник Островскому (скульптор Н. А. Андреев, архитектор И. П. Машков)[18] (жюри отдало ему предпочтение перед памятником Островскому, представленному на конкурс А. С. Голубкиной, изобразившей великого драматурга в момент захватывающего зрителя творческого порыва).
- В 1984 году в Замоскворечье, в доме, где родился великий драматург — памятнике культуры начала 20-х годов XIX века, открылся филиал Театрального музея имени А. А. Бахрушина — Дом-музей А. Н. Островского[19]. Рядом с ним находится памятник-бюст писателю.
- Ныне в Щелыкове (Костромская область)[20] располагается мемориальный и природный музей-заповедник драматурга[21].
- Раз в пять лет, начиная с 1973 года, проходит Всероссийский театральный фестиваль «Дни Островского в Костроме», который курируется Министерством культуры Российской Федерации и Союзом театральных деятелей Российской Федерации (Всероссийским театральным обществом)[22].
- Мемориальная доска в Твери, на улице Советской (бывшая Миллионная), дом 7, информирует о том, что в этом доме, гостинице Барсукова, драматург жил весной-летом 1856 года, во время своего путешествия по Верхневолжью.
- Раз в два года, начиная с 1993 года, в Малом театре проходит фестиваль «Островский в Доме Островского», на который в Москву привозят свои спектакли по пьесам драматурга театры со всей России.
- Пьесы Островского не сходят со сцены. Многие его произведения экранизированы или послужили основой создания кино- и телесценариев.
- К экранизациям, наиболее популярным в СССР и России, относится комедия Константина Воинова «Женитьба Бальзаминова» (1964, в главной роли — Г. Вицин).
- Значительную популярность получил кинофильм «Жестокий романс», снятый Эльдаром Рязановым по мотивам «Бесприданницы» (1984).
- В 2005 году режиссёр Евгений Гинзбург получил главный приз (Гран-при «Гранатовый браслет») одиннадцатого Российского фестиваля «Литература и кино» (Гатчина) «за невероятную до изумления трактовку великой пьесы А. Н. Островского „Без вины виноватые“ в фильме „Анна“» (2005, сценарий Г. Данелия и Рустама Ибрагимбекова; в главной роли — оперная певица Любовь Казарновская)[23].

### В филателии и нумизматике

Почтовые марки СССР и России
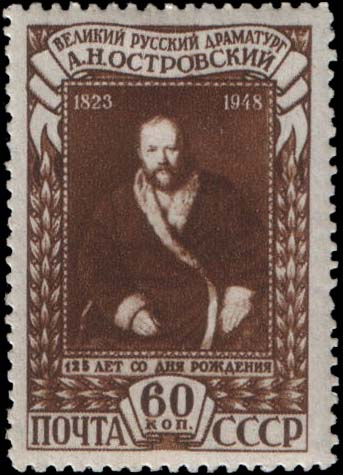
Портрет А. Н. Островского по картине В. Перова (1871, ГТГ) Почтовая марка СССР. 1948 год
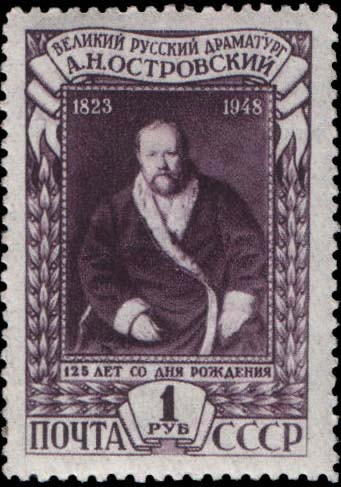
Портрет А. Н. Островского по картине В. Перова (1871, ГТГ) Почтовая марка СССР. 1948 год
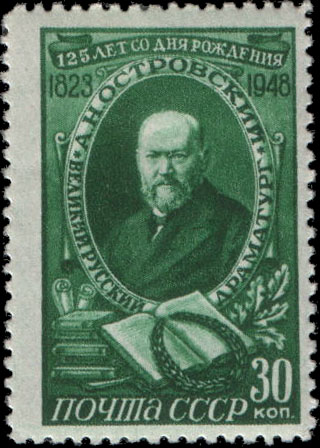
Портрет А. Н. Островского — почтовая марка СССР. 1948 год
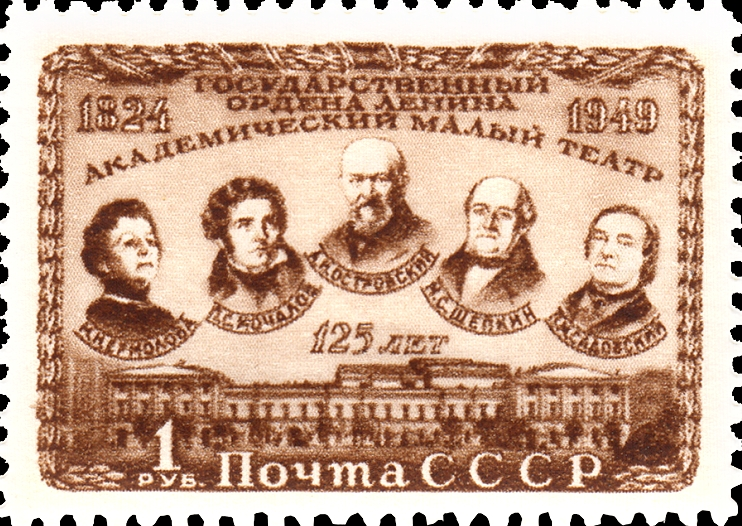
Драматург А. Н. Островский, актёры М. Н. Ермолова, П. С. Мочалов, М. С. Щепкин и П. М. Садовский. Почтовая марка СССР, 1949 год
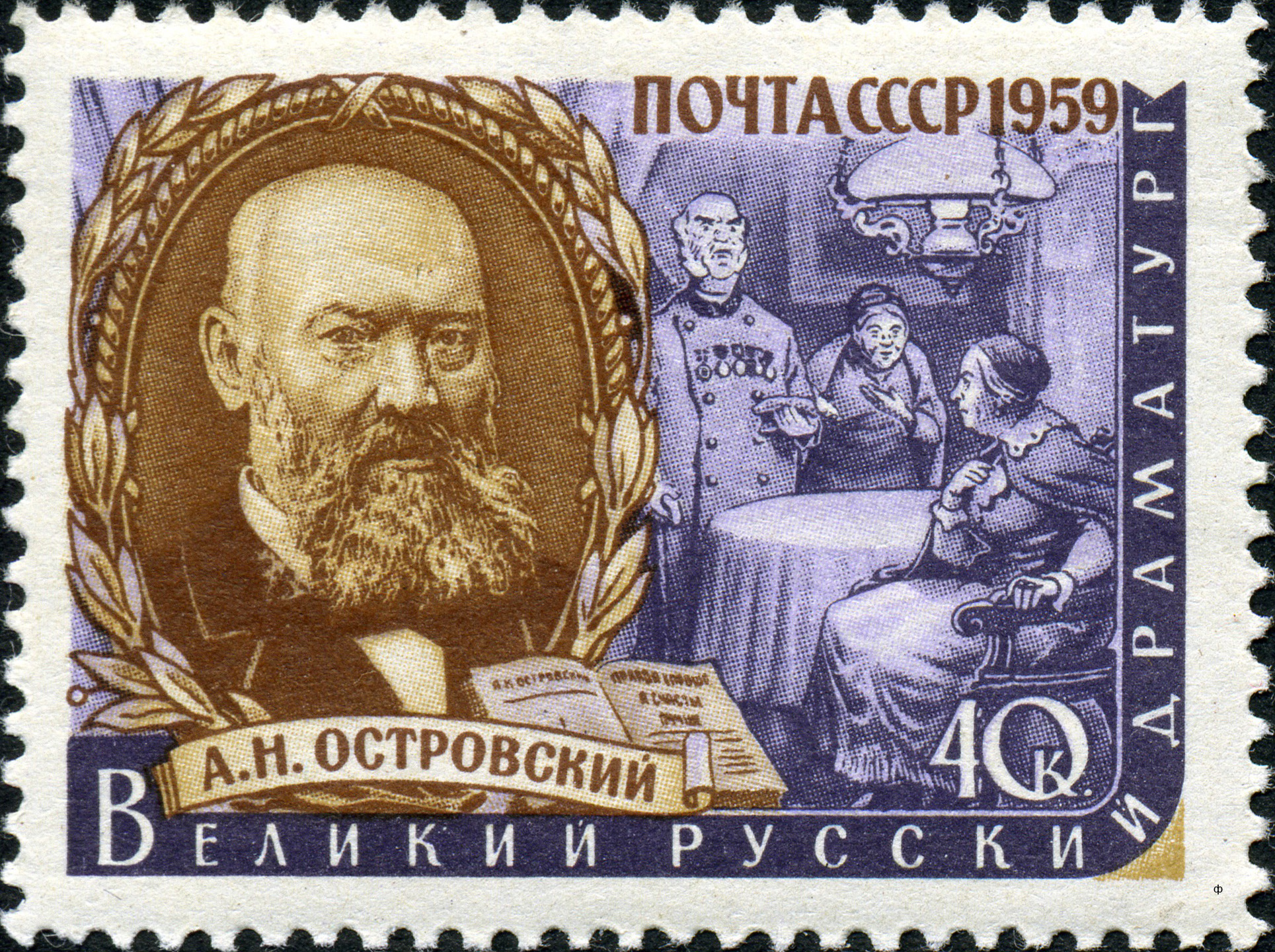
Почтовая марка СССР, 1959 год
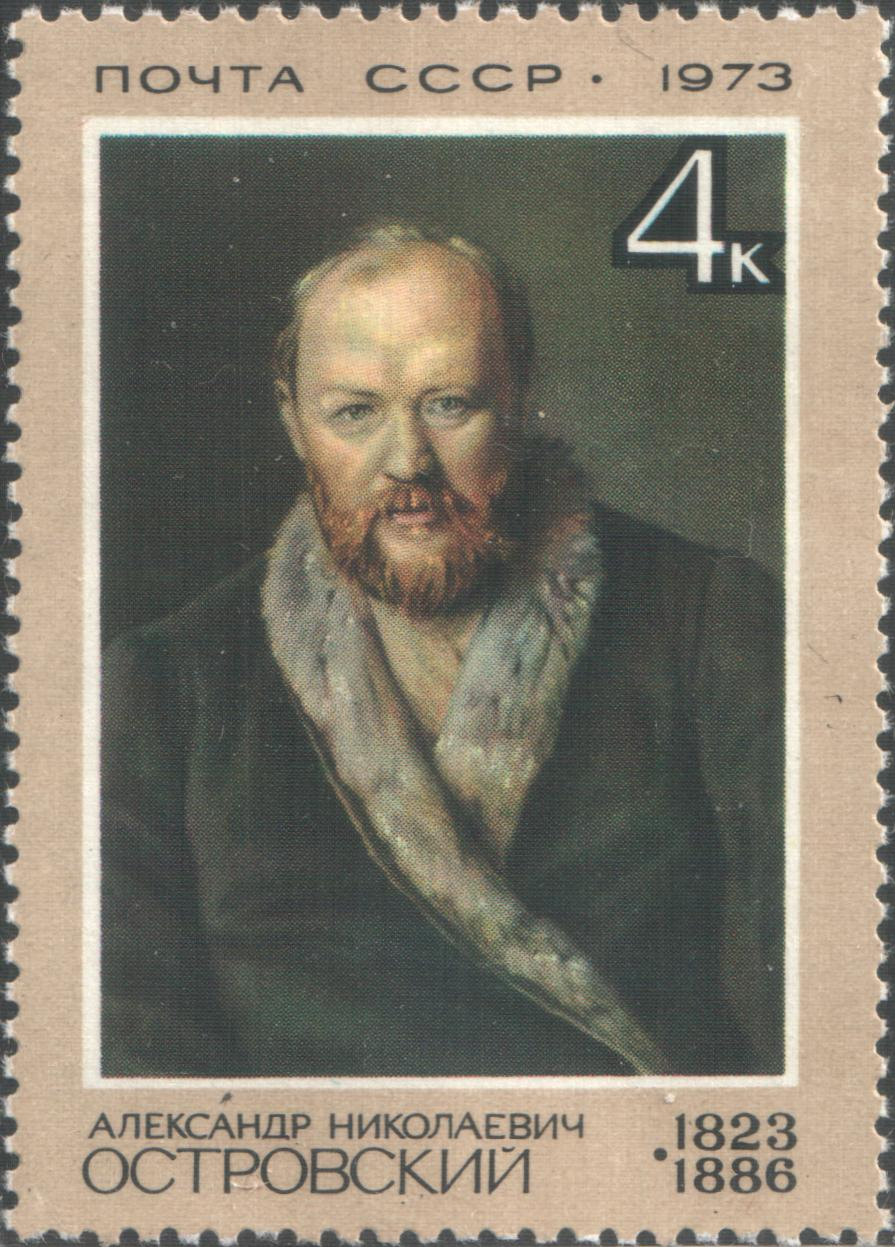
Почтовая марка СССР, 1973 год.
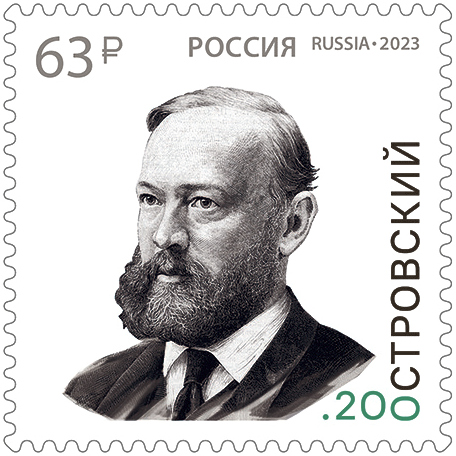
Почтовая марка России, 2023 год

Монеты Банка России, 2023 год. Выдающиеся личности России: драматург А.Н. Островский, к 200-летию со дня рождения (06.02.2023)
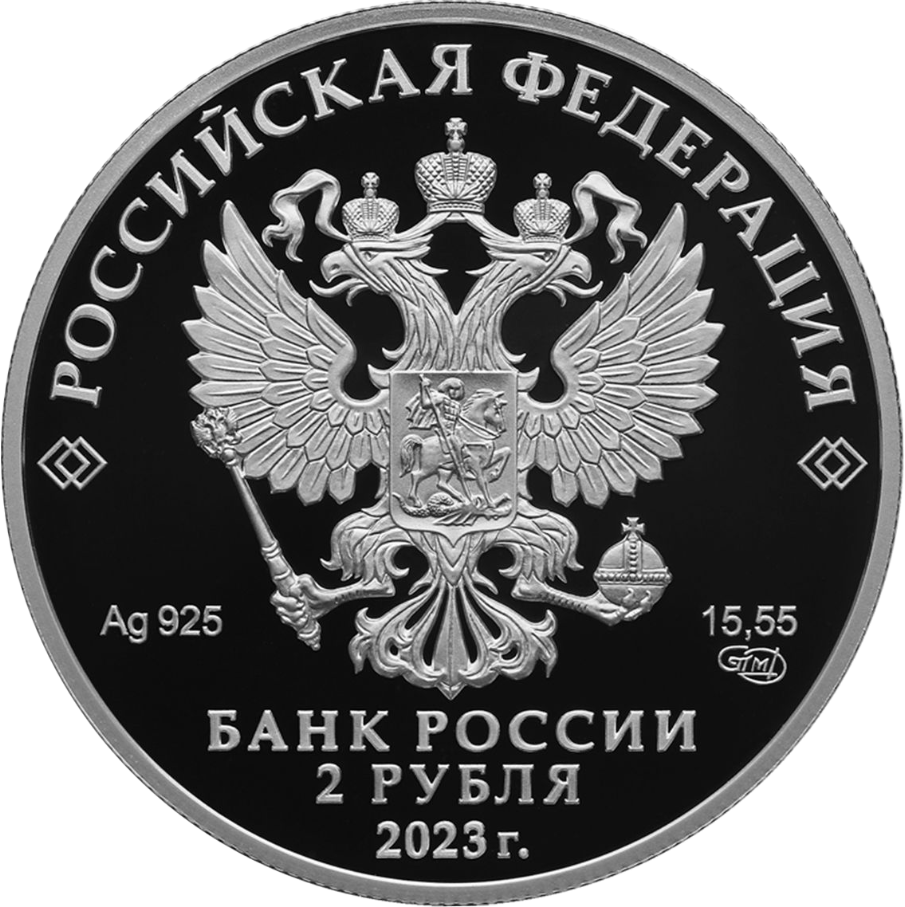
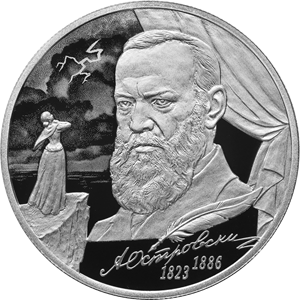

## Пьесы
| Название                                             | Закончена | Поставлена                      | Театр                              | Издана | Издание                                                                                | Комментарий                                                                              |
| ---------------------------------------------------- | --------- | ------------------------------- | ---------------------------------- | ------ | -------------------------------------------------------------------------------------- | ---------------------------------------------------------------------------------------- |
| Семейная картина                                     | 1846      | 3 октября 1855                  | Александринский театр              | 1847   | Московский городской листок, № 60 и 61                                                 | Впервые опубликована под названием «Картины московской жизни. Картина семейного счастья» |
| Свои люди — сочтёмся                                 | 1849      | Ноябрь 1857                     | Иркутский театр                    | 1850   | Журнал «Москвитянин», № 8                                                              |                                                                                          |
| Утро молодого человека                               | 1850      | 12 февраля 1853                 | Александринский театр              | 1850   | Журнал «Москвитянин», 1850, № 22, ноябрь                                               |                                                                                          |
| Неожиданный случай                                   | 1850      | 1 мая 1902                      | Александринский театр              | 1851   | Альманах «Комета», 1851                                                                |                                                                                          |
| Бедная невеста                                       | 1851      | 20 августа (1 сентября) 1853    | Малый театр                        | 1852   | Журнал «Московитянин», 1852, № 4                                                       |                                                                                          |
| Не в свои сани не садись                             | 1852      | 14 (26) января 1853             | Малый театр                        | 1853   | Журнал «Москвитянин», № 5, март                                                        | Первоначальное название — «От добра добра не ищут»                                       |
| Бедность не порок                                    | 1853      | 25 января (6 февраля) 1854      | Малый театр                        | 1854   | отдельным изданием                                                                     |                                                                                          |
| Не так живи, как хочется                             | 1854      | 3 (15) декабря 1854             | Малый театр                        | 1855   | Журнал «Москвитянин» № 17, 18, сентябрь                                                |                                                                                          |
| В чужом пиру похмелье                                | 1855      | 9 января (21 января) 1856       | Малый театр                        | 1856   | Журнал «Русский вестник», т. I, январь, кн. 2                                          |                                                                                          |
| Доходное место                                       | 1856      | 27 сентября 1863                | Александринский театр              | 1857   | Журнал «Русская беседа», т. I, кн. 5                                                   | В 1857 году пьеса была сыграна провинциальными театрами в Казани и Оренбурге             |
| Праздничный сон — до обеда                           | 1857      | 28 октября 1857                 | Александринский театр              | 1857   | Журнал «Современник», № 2                                                              |                                                                                          |
| Не сошлись характерами                               | 1857      | 1 сентября 1858                 | Александринский театр              | 1858   | Журнал «Современник», т. LXVII, № 2                                                    |                                                                                          |
| Воспитанница                                         | 1858      |                                 |                                    | 1859   | Журнал «Библиотека для чтения», январь                                                 |                                                                                          |
| Гроза                                                | 1859      | 17 (29) ноября 1859             | Малый театр                        | 1860   | Журнал «Библиотека для чтения», т. 158, январь                                         |                                                                                          |
| Старый друг лучше новых двух                         | 1860      | 10 октября 1860                 | Александринский театр              | 1860   | Журнал «Современник», № 70                                                             |                                                                                          |
| Свои собаки грызутся, чужая не приставай             | 1861      | 27 октября (8 ноября) 1861      | Малый театр                        | 1861   | Журнал «Библиотека для чтения», № 3                                                    |                                                                                          |
| За чем пойдёшь, то и найдёшь (Женитьба Бальзаминова) | 1861      | 1 января 1863                   | Александринский театр              | 1861   | Журнал «Время», № 9                                                                    |                                                                                          |
| Козьма Захарьич Минин-Сухорук                        | 1861      | 20 января 1867                  | Большой театр                      | 1862   | Журнал «Современник», № 1                                                              |                                                                                          |
| Грех да беда на кого не живёт                        | 1862      | 21 января (2 февраля) 1863      | Малый театр                        | 1863   | Журнал «Время», № 1                                                                    |                                                                                          |
| Тяжёлые дни                                          | 1863      | 2 декабря 1863                  | Александринский театр              | 1863   | Журнал «Современник», № 9                                                              |                                                                                          |
| Шутники                                              | 1864      | 9 октября 1864                  | Александринский театр              | 1864   | Журнал «Современник», № 9                                                              |                                                                                          |
| Воевода (Сон на Волге)                               | 1864      | 28 апреля 1865                  | Мариинский театр                   | 1865   | Журнал «Современник», № 1                                                              |                                                                                          |
| На бойком месте                                      | 1865      | 29 сентября (11 октября) 1865   | Малый театр                        | 1865   | Журнал «Современник», № 9                                                              |                                                                                          |
| Пучина                                               | 1865      | 8 (20) апреля 1866              | Малый театр                        | 1866   | Газета «Санктпетербургские ведомости», 1, 4, 5, 6, 8 января                            |                                                                                          |
| Дмитрий Самозванец и Василий Шуйский                 | 1866      | 30 января (11 февраля) 1867     | Малый театр                        | 1867   | Журнал «Вестник Европы», т. 1                                                          |                                                                                          |
| Тушино                                               | 1866      | 23 ноября (5 декабря) 1867      | Александринский театр; Малый театр | 1867   | Журнал «Всемирный труд», № 1                                                           |                                                                                          |
| Василиса Мелентьева                                  | 1867      | 3 (15) января 1868              | Малый театр                        | 1868   | Журнал «Вестник Европы», № 2                                                           | В соавторстве с С. А. Гедеоновым                                                         |
| На всякого мудреца довольно простоты                 | 1868      | 1 ноября 1868                   | Александринский театр              | 1868   | Журнал «Отечественные записки», № 11                                                   |                                                                                          |
| Горячее сердце                                       | 1868      | 15 (27) января 1869             | Малый театр                        | 1869   | Журнал «Отечественные записки», № 1                                                    |                                                                                          |
| Бешеные деньги                                       | 1870      | 16 апреля 1870                  | Александринский театр              | 1870   | Журнал «Отечественные записки», № 2                                                    |                                                                                          |
| Лес                                                  | 1870      | 1 ноября 1871                   | Александринский театр              | 1871   | Журнал «Отечественные записки», № 1                                                    |                                                                                          |
| Не всё коту масленица                                | 1871      | 7 (19) октября 1871             | Малый театр                        | 1871   | Журнал «Отечественные записки», № 9                                                    |                                                                                          |
| Не было ни гроша, да вдруг алтын                     | 1871      | 20 сентября 1872                | Александринский театр              | 1872   | Журнал «Отечественные записки», № 1                                                    |                                                                                          |
| Комик XVII столетия                                  | 1872      | 26 октября (7 ноября) 1872      | Малый театр                        | 1873   | Журнал «Отечественные записки», № 2                                                    |                                                                                          |
| Снегурочка                                           | 1873      | 11 (23) мая 1873                | Малый театр                        | 1873   | Журнал «Вестник Европы», № 9                                                           |                                                                                          |
| Поздняя любовь                                       | 1873      | 22 ноября (4 декабря) 1873      | Малый театр                        | 1874   | Журнал «Отечественные записки», № 1                                                    |                                                                                          |
| Трудовой хлеб                                        | 1874      | 28 ноября (10 декабря) 1874     | Малый театр                        | 1874   | Журнал «Отечественные записки», № 11                                                   |                                                                                          |
| Волки и овцы                                         | 1875      | 8 декабря 1875                  | Александринский театр              | 1875   | Журнал «Отечественные записки», № 11, декабрь                                          |                                                                                          |
| Богатые невесты                                      | 1875      | 28 ноября 1875                  | Александринский театр              | 1876   | Журнал «Отечественные записки», т. 224, № 2, февраль                                   |                                                                                          |
| Правда — хорошо, а счастье лучше                     | 1876      | 18 (30) ноября 1876             | Малый театр                        | 1877   | Журнал «Отечественные записки», № 1, январь                                            |                                                                                          |
| Счастливый день                                      | 1877      | 28 октября (9 ноября) 1877      | Малый театр                        | 1877   | Журнал «Отечественные записки», № 7                                                    | В соавторстве с Николаем Соловьёвым                                                      |
| Последняя жертва                                     | 1877      | 8 (20) ноября 1877              | Малый театр                        | 1878   | Журнал «Отечественные записки», № 1, январь                                            |                                                                                          |
| Женитьба Белугина                                    | 1877      | 26 декабря 1877 (7 января 1878) | Малый театр                        | 1878   | Журнал «Отечественные записки» № 5, май                                                | В соавторстве с Николаем Соловьёвым                                                      |
| Бесприданница                                        | 1878      | 10 (22) ноября 1878             | Малый театр                        | 1879   | Журнал «Отечественные записки», № 1                                                    |                                                                                          |
| Дикарка                                              | 1879      | 2 (14) ноября 1879              | Малый театр                        | 1880   | Журнал «Вестник Европы», № 1                                                           | В соавторстве с Николаем Соловьёвым                                                      |
| Сердце не камень                                     | 1879      | 21 ноября 1879                  | Александринский театр              | 1880   | Журнал «Отечественные записки», № 1                                                    |                                                                                          |
| Светит, да не греет                                  | 1880      | 6 (18) ноября 1880              | Малый театр                        | 1881   | Журнал «Огонёк», том V, № 6—10                                                         | В соавторстве с Николаем Соловьёвым                                                      |
| Невольницы                                           | 1880      | 14 (26) ноября 1880             | Малый театр                        | 1881   | Журнал «Отечественные записки», № 1                                                    |                                                                                          |
| Блажь                                                | 1880      | 26 декабря 1880 (7 января 1881) | Малый театр                        | 1881   | Журнал «Отечественные записки», № 3                                                    | Совместно с Петром Невежиным                                                             |
| Таланты и поклонники                                 | 1881      | 20 декабря 1881 (1 января 1882) | Малый театр                        | 1882   | Журнал «Отечественные записки», № 1                                                    |                                                                                          |
| Старое по-новому                                     | 1882      | 21 ноября (3 декабря) 1882      | Малый театр                        | 1951   | Полное собрание сочинений, т. X                                                        | Совместно с Петром Невежиным                                                             |
| Красавец мужчина                                     | 1882      | 26 декабря 1882 (7 января 1883) | Малый театр                        | 1883   | Журнал «Отечественные записки», № 1                                                    |                                                                                          |
| Без вины виноватые                                   | 1883      | 15 (27) января 1884             | Малый театр                        | 1884   | Журнал «Отечественные записки», № 1                                                    |                                                                                          |
| Не от мира сего                                      | 1884      | 9 января 1885                   | Александринский театр              | 1885   | Журнал «Русская мысль», кн. 2                                                          |                                                                                          |
| Иван-царевич                                         | ?         | —                               | —                                  | 1951   | «Литературный архив. Материалы по истории литературы и общественного движения», вып. 3 |                                                                                          |
| Сват Фадеич                                          | ?         | —                               | —                                  | 1977   |                                                                                        | Либретто комической оперы                                                                |
| Скоморох                                             | ?         | —                               | —                                  | 1954   |                                                                                        | Не окончена                                                                              |

## Экранизации произведений
- 1911 — Василиса Мелентьева
- 1911 — На бойком месте
- 1916 — Без вины виноватые
- 1916 — На бойком месте
- 1916 — На бойком месте (другое название — «На большой дороге»)
- 1933 — Гроза
- 1936 — Бесприданница
- 1945 — Без вины виноватые
- 1951 — Правда — хорошо, а счастье лучше (фильм-спектакль)
- 1952 — Волки и овцы (телеспектакль)
- 1952 — На всякого мудреца довольно простоты (телеспектакль)
- 1952 — Снегурочка (мультфильм)
- 1953 — Горячее сердце (фильм-спектакль)
- 1955 — На бойком месте (фильм-спектакль)
- 1955 — Таланты и поклонники (фильм-спектакль)
- 1958 — Пучина (телефильм, экранизация спектакля Ленинградского академического театра драмы им. А. С. Пушкина)
- 1964 —  Женитьба Бальзаминова
- 1968 — Снегурочка
- 1969 — Бедность не порок (фильм-спектакль); постановка Малого театра
- 1971 — На всякого мудреца довольно простоты (фильм-спектакль)
- 1971 — Весенняя сказка (по мотивам пьесы «Снегурочка»)
- 1972 — Светит, да не греет (фильм-спектакль)
- 1971 — Таланты и поклонники (телеспектакль)
- 1972 — Правда — хорошо, а счастье лучше; Малый театр (фильм-спектакль)
- 1973 — Таланты и поклонники
- 1974 — Бесприданница (фильм-спектакль); Центральное телевидение
- 1975 — Последняя жертва
- 1977 — Не от мира сего (фильм-спектакль); театр на Малой Бронной
- 1978 — Красавец-мужчина
- 1978 — Женитьба Белугина; Московский драматический театр имени К. Станиславского (фильм-спектакль)
- 1978 — Бешеные деньги; Малый театр (фильм-спектакль)
- 1980 — Лес
- 1981 — Бешеные деньги
- 1981 — Вакансия — фильм по мотивам пьесы «Доходное место»
- 1982 — Попечители (телеспектакль по пьесе «Последняя жертва»)
- 1983 — Поздняя любовь
- 1984 — Жестокий романс (по мотивам пьесы «Бесприданница»)
- 1985 — После дождичка в четверг (фильм-сказка)
- 1989 — Сердце не камень
- 1999 — На бойком месте
- 2001 — Дикарка
- 2005 — Анна (по мотивам пьесы «Без вины виноватые»)
- 2006 — Снегурочка (мультфильм по мотивам пьесы «Снегурочка»)
- 2006 — Русские деньги (по мотивам пьесы «Волки и овцы»)
- 2008 — Без вины виноватые
- 2008 — Взятки гладки (по мотивам пьесы «Доходное место»)
- 2009 — Банкрот (по мотивам пьесы «Свои люди — сочтёмся»)
- 2011 — Бесприданница
- 2012 — Не было ни гроша, да вдруг алтын (фильм-спектакль; Малый театр)

## Публикации текстов
- Островский А. Н. Полное собрание сочинений : в 12 т. / Под общей редакцией Г. Н. Владыкина и др.. — М. : Искусство, 1973—1978.